# Вілф Чедвік
Вілф Чедвік (англ. Wilf Chadwick, 7 жовтня 1900, Бері — 14 лютого 1973, Бері) — англійський футболіст, що грав на позиції нападника, зокрема за «Евертон» та «Вулвергемптон».

## Ігрова кар'єра
У дорослому футболі дебютував 1920 року виступами за команду «Нельсон», в якій провів один сезон. Згодом грав за іншу позалігову команду «Россендейл Юнайтед».
1922 року молодого нападника запросив до себе «Евертон», клуб Першого дивізіону Футбольної ліги. У своєму першому в Ліверпулі повному сезоні 1922/23 брав участь у більшості матчів команди в чемпіонаті і з результатом 13 забитих голів розділив титул її найкращого бомбардира. А вже у наступному сезоні вразив ворота суперників «Евертона» по чемпіонату 28 разів, ставши найкращим бомбардиром турніру.
Однак згодом результативність нападника драматично погіршилася, він втратив місце в основному складі команди, а вже в листопаді 1925 року перейшов до «Лідс Юнайтед». У новій команді також мав пробеми з потраплянням до складу і в серпні 1926 року перейшов до друголігового «Вулвергемптон Вондерерз». Тут знову отримав статус основного нападника і протягом наступних трьох сезонів стабільно забивав понад 10 голів за сезон у Другому дивізіоні.
Протягом 1929—1930 років захищав кольори «Сток Сіті» також у Другому дивізіоні, а завершив ігрову кар'єру у третьоліговій команді «Галіфакс Таун», за яку провів лише декілька матчів протягом 1930—1932 років.
Помер 14 лютого 1973 року на 73-му році життя в рідному Бері.

## Титули і досягнення
- Найкращий бомбардир Футбольної ліги Англії (1):

1923/24 (28 голів)